# Zetekia
Zetekia is een geslacht van weekdieren uit de klasse van de Gastropoda (slakken).

## Soort
- Zetekia gemmulosa (C. B. Adams, 1852)